# Apicia spinetaria
Apicia spinetaria är en fjärilsart som beskrevs av Achille Guenée 1857. Apicia spinetaria ingår i släktet Apicia och familjen mätare. Inga underarter finns listade i Catalogue of Life.